# Fernando Enrique Ramón Casas
Fernando E. Ramón Casas (Valência, 15 de julho de 1966) é um sacerdote católico espanhol , nomeado Bispo Auxiliar de Valência em 6 de novembro de 2024.

## Biografia
Fernando nasceu em Valência (1966), embora vivesse com a família na cidade valenciana de Chirivella. Aos vinte e dois anos ingressou no Seminário.
Depois da ordenação sacerdotal em 28 de maio de 1994 pelo Agustín García-Gasco y Vicente, desenvolveu a sua atividade pastoral na diocese de Alicante, sendo pároco nas localidades de: Benimarfull, Alquería de Aznar, Benillup e Almudaina. Transferido para Roma, ali completou sua formação, graduando-se em Sagrada Escritura no Pontifício Instituto Bíblico, e ao retornar às terras levantinas foi vigário paroquial de São Nicolau no Grao de Gandia.
Desenvolveu a sua atividade docente como professor na Faculdade de Teologia San Vicente Ferrer (Universidade Católica de Valência San Vicente Mártir, 2007), e na Academia de Línguas Bíblicas, Clássicas e Orientais. Posteriormente foi vice-reitor (2009-2011) e reitor do Seminário Metropolitano de Valência (Moncada, 2011), bem como capelão do convento de Santa María de los Desamparados, dos Oblatos de Cristo Sacerdote (Moncada).

### Bispo auxiliar de Valência
O Papa Francisco nomeou-o bispo auxiliar de Valência, juntamente com Arturo Javier García Pérez (6 de novembro de 2024). A data de sua consagração episcopal foi fixada para 11 de janeiro de 2025. Desde então colaborará estreitamente com Dom Enrique Benavent Vidal.